# Llista d'estats sobirans del 1990

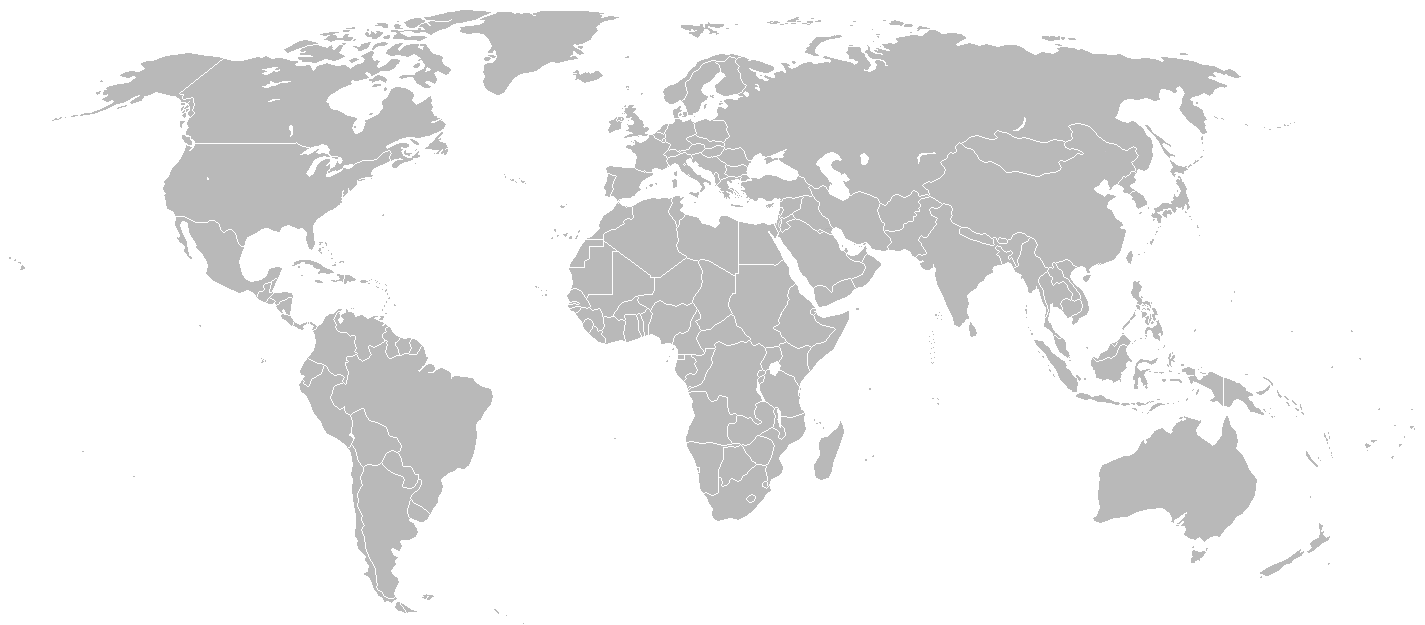
Mapa que mostra les fronteres del 1990

## Estats sobirans

### A
- Afganistan – República de l'Afganistan
- Albània – República Socialista Popular d'Albània
- Alemanya – República Federal d'Alemanya (des del 3 d'octubre)
  -  Alemanya Occidental – República Federal d'Alemanya (fins al 3 d'octubre)
  -  Alemanya de l'Est – República Democràtica d'Alemanya (fins al 3 d'octubre)
- Algèria – República Democràtica Popular d'Algèria
- Andorra – Principat d'Andorra
- Angola – República Popular d'Angola[1]
- Antigua i Barbuda
- Aràbia Saudita – Regne de l'Aràbia Saudita
- Argentina – República de l'Argentina
- Austràlia – Commonwealth d'Austràlia
- Àustria – República d'Àustria

### B
- Bahames – Commonwealth de les Bahames
- Bahrain – Estat de Bahrain
- Bangladesh – República Popular de Bangladesh
- Barbados
- Bèlgica – Regne de Bèlgica
- Belize
- Benín – República Popular de Benín (fins a l'1 de març)
  -  Benín – República de Benín (des de l'1 de març)
- Bhutan – Regne de Bhutan
- Birmània – Unió de Birmània
- Bolívia – República de Bolívia
- Botswana – República de Botswana[1][2][3]
- Brasil – República Federativa del Brasil
- Brunei – Estat de Brunei Darussalam
- Bulgària – República Popular de Bulgària (fins al 15 de novembre)
  -  Bulgària – República de Bulgària (des del 15 de novembre)
- Burkina Faso
- Burundi – República de Burundi

### C
- Cambodja – Estat de Cambodja
- Camerun – República del Camerun
- Canadà
- Cap Verd – República del Cap Verd
- República Centreafricana
- Colòmbia – República de Colòmbia
- Comores – República Islàmica Federal de les Comores
- - República Popular del Congo
- Corea del Nord – República Democràtica Popular de Corea
- Corea del Sud – República de Corea[4]
- Costa d'Ivori – República de la Costa d'Ivori
- Costa Rica – República de Costa Rica
- Cuba – República de Cuba

### D
- Dinamarca – Regne de Dinamarca
- Djibouti – República de Djibouti[5][6]
- Dominica – Commonwealth de Dominica
- República Dominicana

### E
- Egipte – República Àrab d'Egipte
- Emirats Àrabs Units
- Equador – República de l'Equador
- Espanya – Regne d'Espanya
- Estats Units – Estats Units d'Amèrica
- Etiòpia – República Democràtica Popular d'Etiòpia

### F
- Fiji  – República de les Fiji (fins al 25 de juliol)
  -  Fiji  - República Democràtica Sobirana de les Fiji
- Filipines – República de les Filipines
- Finlàndia – República de Finlàndia
- França – República Francesa[7]

### G
- Gabon – República gabonesa
- Gàmbia – República de Gàmbia
- Ghana – República de Ghana
- Grècia – República Hel·lènica
- Grenada
- Guatemala – República de Guatemala
- Guinea – República de Guinea
- Guinea Equatorial – República de Guinea Equatorial[8]
- Guinea Bissau – República de Guinea–Bissau
- Guyana – República Cooperativa de Guyana

### H
- Haití – República d'Haití
- Hondures – República d'Hondures
- Hongria – República d'Hongria

### I
- Iemen – República del Iemen (des del 22 de maig)[6]
- Iemen del Nord – República Àrab del Iemen (fins al 22 de maig)[6]
- Iemen del Sud – República Democràtica Popular del Iemen (fins al 22 de maig)[6]
- Índia – República de l'Índia
- Indonèsia – República d'Indonèsia
- Iran – República Islàmica de l'Iran
- Iraq – República de l'Iraq
- Irlanda – República d'Irlanda
- Islàndia – República d'Islàndia
- Israel – Estat d'Israel[9]
- Itàlia – República Italiana
- Iugoslàvia – República Socialista Federal de Iugoslàvia

### J
- Jamaica
- Japó
- Jordània – Regne Haiximita de Jordània

### K
- Kenya – República de Kenya
- Kiribati – República de Kiribati
- Kuwait – Estat de Kuwait (fins al 8 d'agost)

### L
- Laos – República Democràtica Popular de Laos
- Lesotho – Regne de Lesotho[2]
- Líban – República Libanesa
- Libèria – República de Libèria
- Líbia – Gran Jamahiriya Àrab Socialista Popular Líbia
- Liechtenstein – Principat de Liechtenstein
- Luxemburg – Gran Ducat de Luxemburg

### M
- Madagascar – República Democràtica de Madagascar[10]
- Malawi – República de Malawi
- Malàisia
- Maldives – República de les Maldives
- Mali – República de Mali
- Malta – República de Malta
- Marroc – Regne del Marroc
- Illes Marshall – República de les Illes Marshall
- Maurici – Maurici
- Mauritània – República Islàmica de Mauritània
- Mèxic – Estats Units Mexicans
- Micronèsia
- Moçambic[1] – República Popular de Moçambic (fins a l'1 de desembre)
  -  Moçambic – República de Moçambic (des de l'1 de desembre)
- Mònaco – Principat de Mònaco
- Mongòlia – República Popular de Mongòlia

### N
- Namíbia – República de Namíbia (des del 21 de març)[1][3][11]
- Nauru – República de Nauru[12]
- Nepal – Regne del Nepal
- Nicaragua – República de Nicaragua
- Níger – República del Níger[13]
- Nigèria – República Federal de Nigèria
- Noruega – Regne de Noruega
- Nova Zelanda

### O
- Oman – Sultanat d'Oman

### P
- Països Baixos – Regne dels Països Baixos
- Pakistan – República Islàmica del Pakistan
- Panamà – República del Panamà
- Papua Nova Guinea – Estat Independent de Papua Nova Guinea
- Paraguai – República del Paraguai
- Perú – República Peruana
- Polònia – República de Polònia
- Portugal – República Portuguesa

### Q
- Qatar – Estat de Qatar

### R
- Regne Unit – Regne Unit de la Gran Bretanya i Irlanda del Nord
- Romania
- Ruanda – República Ruandesa

### S
- Saint Kitts i Nevis – Federació de Saint Kitts i Nevis
- Saint Vincent i les Grenadines[14]
- Salomó
- El Salvador – República del Salvador
- Samoa – Estat Independent de la Samoa Occidental
- San Marino – Sereníssima República de San Marino[15]
- Saint Lucia[16]
- São Tomé i Príncipe – República Democràtica de São Tomé i Príncipe
- Senegal – República del Senegal
- Seychelles – República de les Seychelles
- Sierra Leone – República de Sierra Leone
- Singapur  – República de Singapur
- Síria – República Àrab Siriana
- Somàlia – República Democràtica de Somàlia
- Sri Lanka – República Socialista Democràtica de Sri Lanka
- Sud-àfrica – República de Sud-àfrica[2]
- Sudan – República del Sudan
- Suècia – Regne de Suècia
- Suïssa – Confederació suïssa
- Surinam – República de Surinam[17]
- Eswatini – Regne de Swazilàndia[2]

### T
- Tailàndia – Regne de Tailàndia
- Tanzània – República Unida de Tanzània
- Togo – República Togolesa
- Tonga – Regne de Tonga
- Trinitat i Tobago  – República de Trinitat i Tobago
- Tunísia – República Tunisiana
- Turquia – República de Turquia
- Tuvalu[18]
- Txad – República del Txad[19]
- – República socialista Txecoslovaca (fins al 29 de març)
  -  República Txecoslovaca Federal (del 29 de març al 20 d'abril)
    -  – República Federal Txeca i Eslovaca (des del 20 d'abril)

### U
- Uganda – República d'Uganda
- Unió Soviètica – Unió de Repúbliques Socialistes Soviètiques[20]
- Uruguai – República Oriental de l'Uruguai

### V
- Vanuatu – República de Vanuatu[21]
- Ciutat del Vaticà – Estat de la Ciutat del Vaticà[22][23][24]
- Veneçuela – Estats Units de Veneçuela
- Vietnam – República Socialista del Vietnam

### X
- Xile – República de Xile
- República Popular de la Xina
- Xipre – República de Xipre

### Z
- Zaire – República del Zaire[25]
- Zàmbia – República de Zàmbia
- Zimbàbue – República de Zimbàbue[1]

## Estats que proclamen la sobirania
- Bophuthatswana – República de Bophuthatswana[2][26]
- Bougainville – República de Bougainville (des del 17 de maig)
- Ciskei – República de Ciskei[27]
- Palestina[28]
- Rússia - Federació Russa (des del 12 de juny)
- Sàhara Occidental – República Àrab Sahrauí Democràtica[29]
- Transkei – República de Transkei[2][30]
- Venda – República de Venda (des del 13 de setembre)[2][31]
- República de la Xina
- Xipre del Nord – República Turca de Xipre del Nord[32]